# Дренов (Германия)
Дренов (нем. Drehnow; н.-луж. Drjenow) — коммуна в Германии, в земле Бранденбург. Входит в состав района Шпре-Найсе. Подчиняется управлению Амт Пайц. Занимает площадь 10,97 км².

## Население
Население составляет 578 человек (на 31 декабря 2010 года).
Входит в состав культурно-территориальной автономии «Лужицкая поселенческая область», на территории которой действуют законодательные акты земель Саксонии и Бранденбурга, содействующие сохранению лужицких языков и культуры лужичан. Официальным языком в населённом пункте, помимо немецкого, является лужицкий.
| Год  | Население |
| ---- | --------- |
| 2005 | 635       |
| 2010 | 583       |

| Год  | Численность | Численность |
| ---- | ----------- | ----------- |
| 2014 | 548         | [ 6 ]       |
| 2017 | 521         | [ 1 ] [ 2 ] |
| 2019 | 520         | [ 7 ]       |
| 2021 | 500         | [ 8 ]       |
| 2022 | 505         | [ 9 ]       |
| 2023 | 502         | [ 3 ]       |